# Сльози та меч
«Сльози та меч» — радянський художній фільм 1991 року, знятий режисером Тахіром Сабіровим на кіностудії «Таджикфільм».

## Сюжет
За романом Сатима Улуг-заде «Восе». Про ватажка селянського повстання в Таджикистані, горця Восе. Час дії — 1885 рік.

## У ролях
- Бурхон Раджабов — Мірзоакрамбай
- Хатам Нуров — Саїдалі
- Мадіна Махмудова — Гулізор
- Аюбчон Шерназаров — Різо
- Гульчехра Наїмова — Аноргул
- Галіб Ісламов — Нозим
- Тавур Шаріфов — Назір
- Ахмадшо Ульфатшоєв — Назір
- Бободжон Хасанов — роль другого плану
- І. Машрапов — роль другого плану
- Курбоналі Хамідов — роль другого плану
- Даврон Аліматов — роль другого плану
- Е. Самадов — роль другого плану
- Шоді Саліхов — Абдукаюм
- Абдугафор Карімов — роль другого плану
- Р. Давлятов — роль другого плану
- З. Джураєва — роль другого плану
- Бахталі Сабзалієв — роль другого плану
- Кійоміддін Чакалов — роль другого плану
- Бахадур Міралібеков — роль другого плану
- К. Закіров — роль другого плану
- Султанмурад Бобомурадов — роль другого плану
- А. Рузієв — роль другого плану
- М. Абдурашидов — роль другого плану
- Абдусалом Рахімов — роль другого плану
- Геннадій Александров — роль другого плану
- Л. Уракова — роль другого плану
- Саїд Піров — роль другого плану
- Анвар Азімов — Бурханідін
- Дільбар Умарова — роль другого плану

## Знімальна група
- Режисер — Тахір Сабіров
- Сценаристи — Семен Лунгін, Тахір Сабіров
- Оператор — Володимир Сапожников
- Композитор — Фаттох Одіна